# Daniele Ranzoni
Daniele Ranzoni es un pintor italiano nacido en Intra en el año 1843 y fallecido en 1889. Después de haber estudiado en la Accademia de Brera y en la Albertina de Turín, se unió a Tranquillo Cremona (que dirigía el grupo de los "Bohemios") para buscar un estilo pictórico nuevo como reacción al Romanticismo. En 1877-78 realizó un viaje a Londres, donde, sin embargo no obtuvo el éxito deseado.
En los últimos años de su vida se vio afectado por una grave enfermedad que le obligó a abandonar para siempre su trabajo. 

## Obra

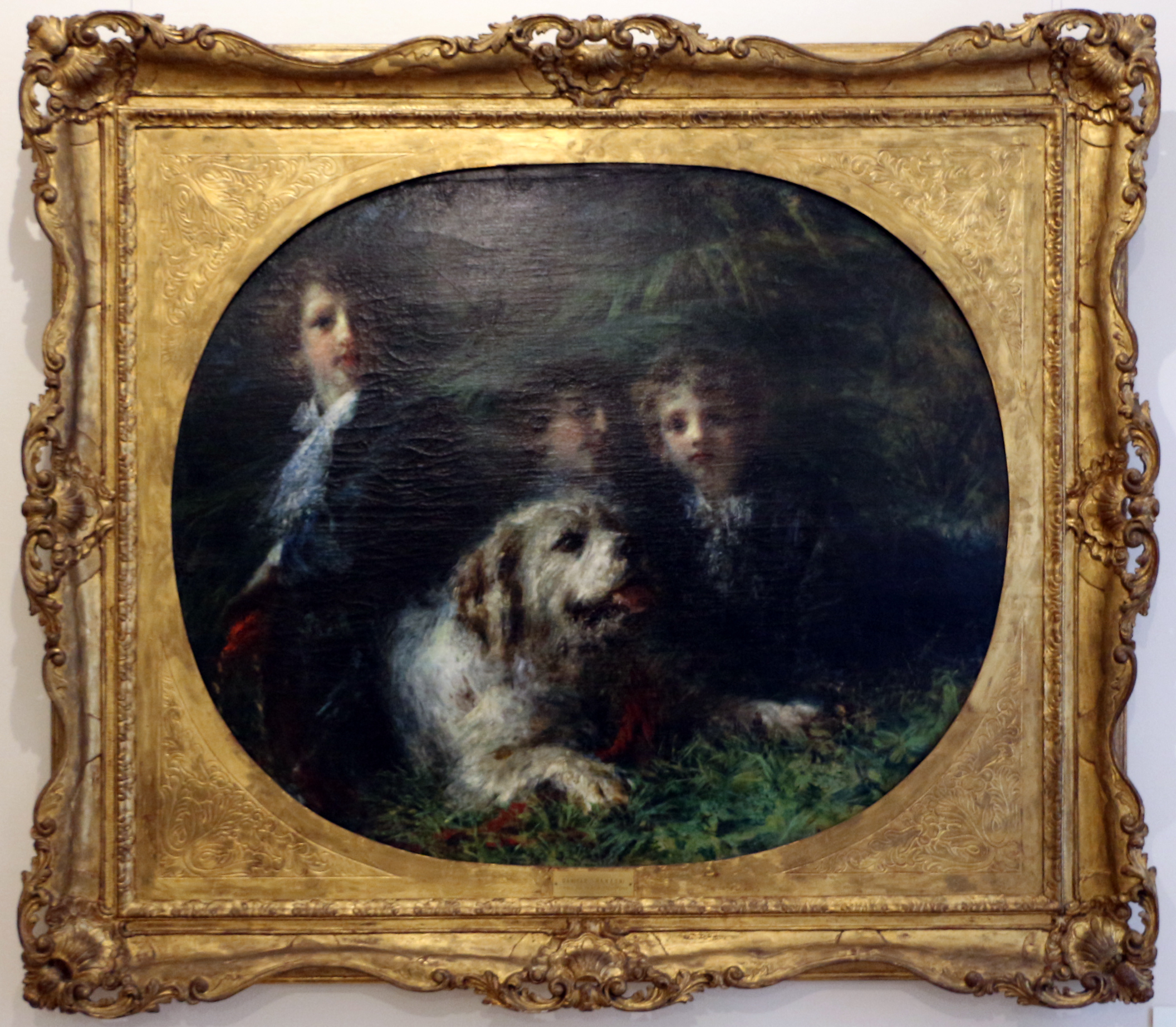
Los hijos del príncipe Troubetzkoy, 1874, Milán, Galleria d'Arte Moderna.

Su obra sigue las líneas de la corriente artística del Impresionismo, en concreto se integra en la llamada Escuela de Barbizon.
Particularmente intersado por los efectos de la luz y por una búsqueda formal y material innovadora, realizó sus figuras con una atmósfera de color suave y transparente y con una fluidez casi siempre falta de energía, que alcanza cierta libertad en la pincelada ágil y desenvuelta. 
Entre sus obras más notables cabe destacar Muchacha de blanco (1866; Milán, Galleria d'Arte Moderna), La sonrisa (Milán, Collezione Treccani), La condesa Arrivabene (Milán, Galleria d'Arte Moderna) y La princesa Saint Leger (Milán, Collezione Jucker), "La signora Tonazzi" (1889, Collezione privata),
" Il signore Manrico Tonazzi", (1889, Collezione privata).